# Carrying Your Love with Me
| Оценки критиков      | Оценки критиков |
| Источник             | Оценка          |
| -------------------- | --------------- |
| Allmusic             | [ 1 ]           |
| Chicago Tribune      | [ 2 ]           |
| Entertainment Weekly | B               |

Carrying Your Love with Me — студийный альбом американского кантри-певца Джорджа Стрейта, вышедший 22 апреля 1997 года на лейбле MCA Nashville. Продюсером был Тони Браун и сам Стрейт. Диск дал три кантри-сингла на № 1 Hot Country Songs (One Night at a Time; Carrying Your Love with Me; Round About Way). Альбом получил умеренные отзывы музыкальных критиков, он достиг № 1 в кантри-чарте Top Country Albums и № 1 в Billboard 200 (США), его тираж превысил 3 млн копий и он получил 3-кр. платиновый статус RIAA.

## Список композиций
1. «Round About Way» (Steve Dean, Wil Nance) — 3:02
2. «Carrying Your Love with Me» (Jeff Stevens, Steve Bogard) — 3:50
3. «One Night at a Time» (Роджер Кук[англ.], Eddie Kilgallon, Earl Bud Lee) — 3:49
4. «She’ll Leave You with a Smile» (Jackson Leap) — 3:06
5. «Won’t You Come Home (And Talk to a Stranger)» (Wayne Kemp) — 2:49
6. «Today My World Slipped Away» (Mark Wright, Vern Gosdin) — 3:12
7. «I’ve Got a Funny Feeling» (Harlan Howard, Jackson Leap) — 3:00
8. «The Nerve» (Bobby Braddock) — 4:06
9. «That’s Me (Every Chance I Get)» (Mark D. Sanders, Ed Hill) — 2:16
10. «A Real Good Place to Start» (Dean Dillon, Gary Nicholson) — 3:53

## Позиции в чартах
| Чарт (1997)                       | Высшая позиция |
| --------------------------------- | -------------- |
| U.S. Billboard Top Country Albums | 1              |
| U.S. Billboard 200                | 1              |
| Canadian RPM Country Albums       | 1              |